# 飛び安里
飛び安里（とびあさと）とは、17世紀の琉球王国で人力オーニソプターを作って飛行したと伝えられる人物。代々花火師であった安里家の三代目・安里周當（しゅうとう）が「飛び安里」であるという説と、四代目の安里周祥（しゅうしょう）が「飛び安里」であるという二つの説がある。本項では両説を併記する。1999年および2002年には、沖縄で彼のオーニソプターのレプリカが製作された。1999年のものは有人飛行に成功した。
琉球方言における発音は「とぅびあさと」に近い。

## 安里周當
安里周當（周当）の飛行機械は、凧のような機体で、妻が命綱を持ち南風原津嘉山で飛んだという。1825年没。

## 安里周祥

### 出自と経歴
安里周祥は1768年に首里の鳥小堀村（現・鳥堀町）で、代々花火師であった安里周當の四男として生まれる。のち越来村胡屋に居住。花火師としては1801年に冊封使を歓待するため仕掛け花火を披露し、時の国王（尚温王）から恩賞を受けている。この時の仕掛け花火は「松竹梅」の文字が浮き出るものだったという。

### 飛行
安里周祥は泡瀬海岸に面した断崖から飛び立った、または那覇市南東数kmの津嘉山で飛行したとの二説がある。飛行距離などの詳細は不明であるが、1780年頃には津嘉山の仕立森（現・津嘉山小学校）や高津嘉山から150～200メートル飛行したと伝えられる。正確な年代は不明とする資料が多いが、斎藤茂太『飛行機とともに』では彼の飛行を1787年としている。そして周祥は「空を飛んで、王の恩賞にあずかった」とされる。
彼のオーニソプターは、弓の弾力性を補助として脚力で羽ばたく仕組みであった。一部に鳥の羽毛が使用されていたとも言われる。安里周祥の書いた設計図は子孫に伝えられたが、経年劣化および火事による焼失で、戦前の時点ですでに全てが失われていた。

## 将来の検証と命名案
- 1991年、高津嘉山に初飛翔顕彰碑が建立された[1][8]。
- 1987年に沖縄三越で「世界の鳥人 飛び安里200年展」が開催された[9]。
- 1999年に南風原町の町おこしグループが復元機で有人飛行に成功した[9]。
- 2002年には同グループが1/2スケールのレプリカを制作した[10]。
- 2020年、沖縄県議会では那覇空港の愛称を「飛び安里空港」とする要請決議が同年6月19日付で採択された[11]。